# Stenocranius
Stenocranius is een geslacht van zoogdieren uit de onderfamilie van de woelmuizen (Arvicolinae). De wetenschappelijke naam van het geslacht werd in 1901 gepubliceerd door Kastschenko. 

## Soorten
Er worden 2 soorten in dit geslacht geplaatst:
- Stenocranius gregalis (Pallas, 1779)
- Stenocranius raddei (Poljakov, 1881)